# ممشقة صينية
ممشقة صينية (الاسم العلمي: Dipsacus chinensis) هو نوع من النباتات يتبع جنس الممشقة من الفصيلة المعزية الورق.